# Platystele
Platystele – rodzaj roślin z rodziny storczykowatych (Orchidaceae). Obejmuje 119 gatunków występujących w Ameryce Południowej i Środkowej w takich krajach jak: Belize, Boliwia, Brazylia, Karoliny, Kolumbia, Kostaryka, Kuba, Ekwador, Salwador, Gujana Francuska, Gwatemala, Gujana, Honduras, Meksyk, Nikaragua, Panama, Peru, Surinam, Trynidad i Tobago, Wenezuela.

## Systematyka

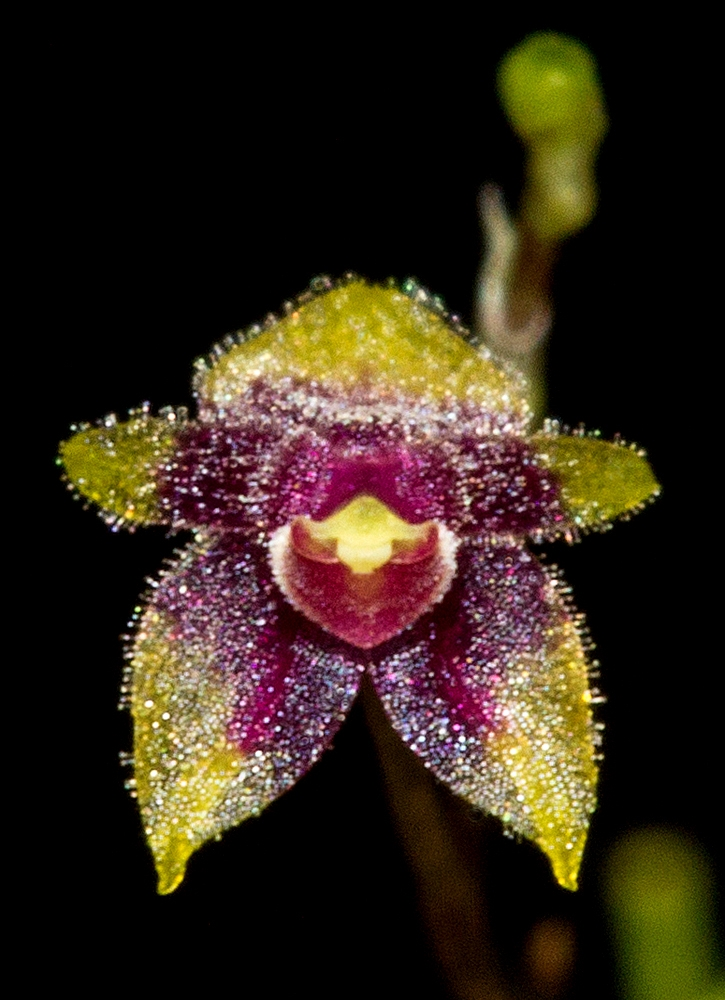
Platystele scopulifera

Rodzaj sklasyfikowany do podplemienia Pleurothallidinae w plemieniu Epidendreae, podrodzina epidendronowe (Epidendroideae), rodzina storczykowate (Orchidaceae), rząd szparagowce (Asparagales) w obrębie roślin jednoliściennych.
Wykaz gatunków
- Platystele acicularis Luer & Hirtz
- Platystele aculeata Luer
- Platystele acutilingua Kapuler & Hascall
- Platystele adelphe Luer & Hirtz
- Platystele aianthera I.Bock & Speckm.
- Platystele altarica Luer
- Platystele alucitae Luer
- Platystele apoloae Zambrano & Solano
- Platystele argentosa Luer & R.Escobar
- Platystele aurea Garay
- Platystele baqueroi L.Jost & Iturralde
- Platystele beatricis P.Ortiz
- Platystele bernoullii Luer
- Platystele bovilinguis Luer
- Platystele brenneri Luer
- Platystele calantha P.Ortiz
- Platystele calymma Luer
- Platystele carl-lueriana Karremans & Bogarín
- Platystele catiensis Karremans & Bogarín
- Platystele caudatisepala (C.Schweinf.) Garay
- Platystele cedriensis Baquero & G.Verkovitch
- Platystele cellulosa Luer & Hirtz
- Platystele compacta (Ames) Ames
- Platystele consobrina Luer
- Platystele cornejoi Luer
- Platystele crinita Luer & Hirtz
- Platystele crotaloglossa Archila & Chiron
- Platystele dalstroemii Luer
- Platystele dasyglossa P.Ortiz
- Platystele decouxii Baquero & G.Verkovitch
- Platystele delhierroi Luer & Hirtz
- Platystele densiflora P.Ortiz
- Platystele dewildei Luer & R.Escobar
- Platystele dodsonii Luer
- Platystele dressleri Luer
- Platystele edmundoi Pabst
- Platystele enervis Luer
- Platystele escalerae Archila
- Platystele examen-culicum Luer
- Platystele filamentosa Luer
- Platystele fimbriata Luer & Hirtz
- Platystele gaileana Luer & Endara
- Platystele gerritseniana A.Doucette & J.Portilla
- Platystele gyroglossa Luer
- Platystele hampshireae Luer
- Platystele hirtzii Luer
- Platystele imperialis Archila, Chiron & Szlach.
- Platystele ingramii Luer & Dalström
- Platystele jamboeensis Luer & Hirtz
- Platystele jane-lueriana Karremans & Bogarín
- Platystele jesupiorum Luer
- Platystele johnstonii (Ames) Garay
- Platystele jungermannioides (Schltr.) Garay
- Platystele kayi (Thoerle & Cornejo) Bogarín & Karremans
- Platystele lancilabris (Rchb.f.) Schltr.
- Platystele lawessonii Luer
- Platystele lehmannii Luer
- Platystele londonoana Luer & R.Escobar
- Platystele lycopodioides Luer & Hirtz
- Platystele medinae Thoerle
- Platystele megaloglossa Luer & R.Escobar
- Platystele microglossa P.Ortiz
- Platystele microscopica Luer
- Platystele microtatantha (Schltr.) Garay
- Platystele minimiflora (Schltr.) Garay
- Platystele misasiana P.Ortiz
- Platystele misera (Lindl.) Garay
- Platystele muscicola Luer & Hirtz
- Platystele myoxura Luer & Hirtz
- Platystele napintzae Luer & Hirtz
- Platystele obtecta Luer
- Platystele orchestris P.Ortiz
- Platystele orectoglossa P.Ortiz
- Platystele ornata Garay
- Platystele ortiziana Luer & R.Escobar
- Platystele ovalifolia (H.Focke) Garay & Dunst.
- Platystele ovatilabia (Ames & C.Schweinf.) Garay
- Platystele ovipositoglossa Archila & Chiron
- Platystele oxyglossa (Schltr.) Garay
- Platystele pamelae Baquero & Zuchan
- Platystele papillosa Luer
- Platystele paraensis Campacci & J.B.F.Silva
- Platystele pedicellaris (Schltr.) Garay
- Platystele perpusilla (Rchb.f.) Garay
- Platystele pisifera (Lindl.) Luer
- Platystele portillae Luer
- Platystele posadarum Luer & R.Escobar
- Platystele propinqua (Ames) Garay
- Platystele psix Luer & Hirtz
- Platystele pubescens Luer
- Platystele pyriformis Luer
- Platystele rauhii Luer
- Platystele reflexa Luer
- Platystele repens (Ames) Garay
- Platystele resimula Luer & Hirtz
- Platystele rhinocera Luer & Hirtz
- Platystele riograndensis Reina-Rodr. & Karremans
- Platystele risaraldae Luer & R.Escobar
- Platystele sancristobalensis Archila
- Platystele schmidtchenii Schltr.
- Platystele schneideri P.Ortiz
- Platystele scopulifera Luer & Dodson
- Platystele spatulata Luer
- Platystele speckmaieri Luer & Sijm
- Platystele stellaris Luer
- Platystele stenostachya (Rchb.f.) Garay
- Platystele stevensonii Luer
- Platystele steyermarkii Luer
- Platystele stonyx Luer
- Platystele sulcata Luer & Hirtz
- Platystele sylvestrei Karremans & Bogarín
- Platystele tausensis Bogarín & Karremans
- Platystele taylorii Luer
- Platystele tica Karremans & Bogarín
- Platystele tobarii Luer
- Platystele umbellata P.Ortiz
- Platystele vetulus Luer & Hirtz
- Platystele viridis Luer
- Platystele ximenae Luer & Hirtz